# Andreas Papatanasiu
Andreas Papatanasiu, grec. Ανδρέας Παπαθανασίου (ur. 3 października 1983 w Larnace) – cypryjski piłkarz występujący na pozycji napastnika. Karierę zaczynał w klubie Ermis Aradippou, dla którego w rozgrywkach ligowych zdobył 80 bramek w 97 meczach. W 2008 roku przeniósł się do zespołu z Protathlima A’ Kategorias, APOEL-u Nikozja. Z kolei w 2010 roku został piłkarzem Anorthosisu Famagusta. W tym samym roku zadebiutował w reprezentacji Cypru.